# Фонтекурело-Ваљије (Изернија)
Фонтекурело-Ваљије је насеље у Италији у округу Изернија, региону Молизе.
Према процени из 2011. у насељу је живело 166 становника. Насеље се налази на надморској висини од 871 м.